# Ovčáry (ort i Tjeckien, lat 50,06, long 15,24)
Ovčáry är en ort i Tjeckien.   Den ligger i regionen Mellersta Böhmen, i den centrala delen av landet, 60 km öster om huvudstaden Prag. Ovčáry ligger 207 meter över havet och antalet invånare är 740.
Terrängen runt Ovčáry är platt. Runt Ovčáry är det ganska tätbefolkat, med 75 invånare per kvadratkilometer. Närmaste större samhälle är Kolín, 4,7 km sydväst om Ovčáry. Trakten runt Ovčáry består till största delen av jordbruksmark.